# Aerfer Sagittario 2

Preparativi al volo, pilota collaudatore Costantino Petrosellini

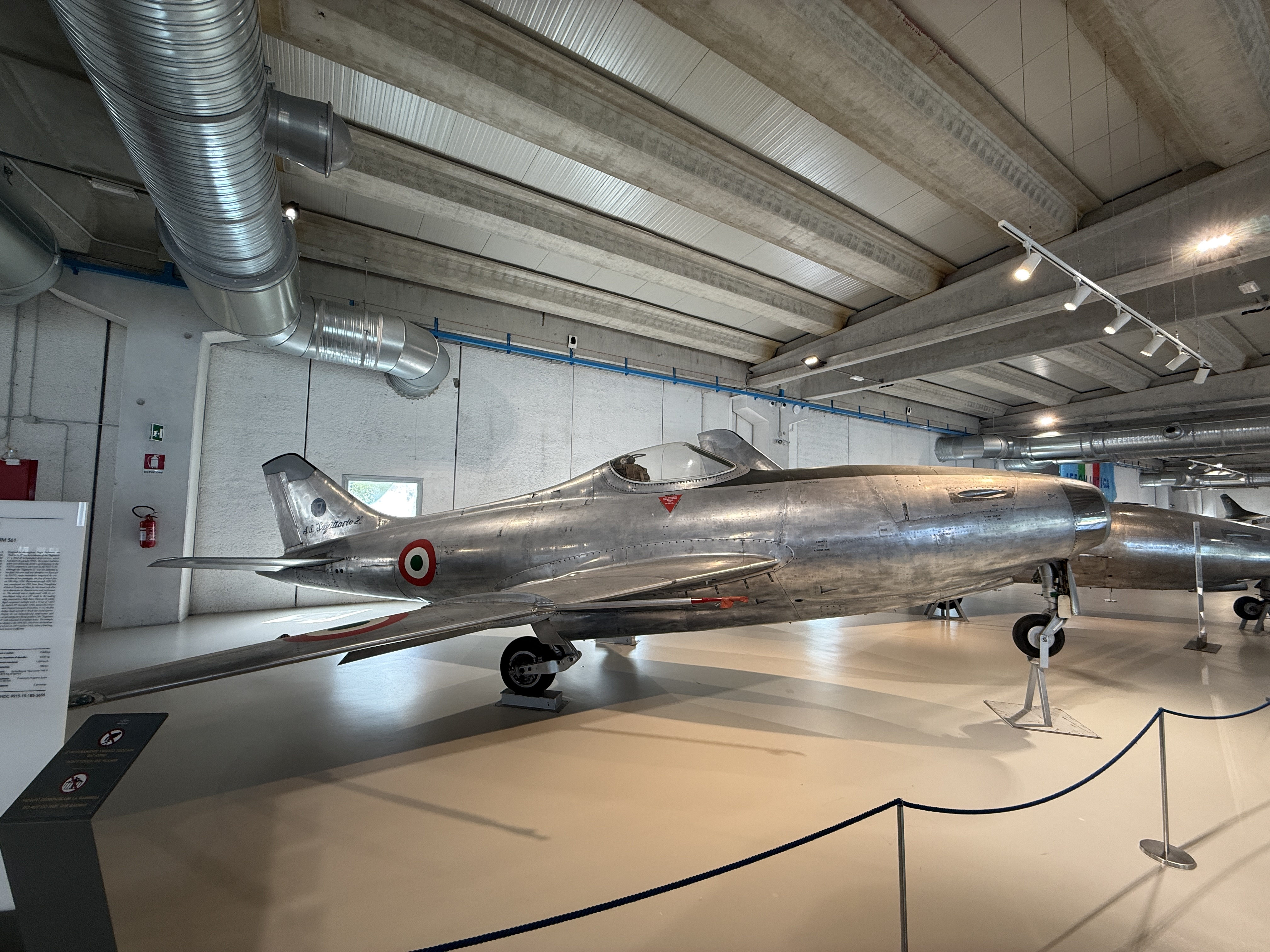
L'Aerfer Sagittario 2 presso il MUSAM

L'Aerfer Sagittario 2 era un aereo da caccia monomotore a getto ad ala bassa a freccia, realizzato dall'azienda italiana Aerfer nel 1958 e rimasto allo stadio di prototipo.
Progettato dall'ingegner Sergio Stefanutti, era l'evoluzione di una serie di prototipi (Sagittario I) che non raggiunsero mai la produzione in serie.

## Storia

### Sviluppo
Il Sagittario 2 venne sviluppato da un addestratore biposto ad elica, il SAI Ambrosini S.7, prodotto in un piccolo numero di esemplari ed entrato in servizio presso l'Aeronautica Militare, ma, a differenza di questo, era di costruzione interamente metallica e caratterizzato da una configurazione alare a freccia. Nelle intenzioni, doveva essere un passaggio intermedio per realizzare un caccia pienamente supersonico, ovvero l'Aerfer Leone, il cui prototipo non fu mai completato. Anche il successivo Aerfer Ariete si collocava in questa ambiziosa linea di sviluppo.
Progetto tecnicamente molto avanzato per l'epoca, fu il primo aereo costruito in Italia a raggiungere e superare il muro del suono, il 4 dicembre 1956. Il pilota che compì questa straordinaria impresa fu il tenente colonnello Giovanni Franchini, eroe di guerra, collaudatore che concluse la sua carriera come generale di squadra aerea. Tra le sue particolarità vi era l'ugello di scarico posizionato sotto la fusoliera, mentre la presa d'aria era posta, come in molti aerei dell'epoca, sul muso. Questa configurazione lasciava libero ampio spazio in fusoliera per il carburante, consentendo così, a differenza di altri modelli coevi, una notevole autonomia.
Il primo esemplare, costruito presso lo stabilimento Aerfer di Pomigliano d'Arco, presso Napoli, ed immatricolato MM 560, venne portato in volo per la prima volta il 19 maggio 1956 dal pilota collaudatore Costantino Petrosellini, dall'aeroporto di Pratica di Mare, sede del Reparto Sperimentale di Volo dell'Aeronautica Militare, confermando con le sue caratteristiche di volo l'ottima base di partenza, superiore in prestazioni ai pari ruolo dell'epoca.
Il suo sviluppo venne bloccato dalla scelta NATO di utilizzare il North American F-86 Sabre americano.

## Utilizzatori
Italia
- Aeronautica Militare
  - Reparto Sperimentale di Volo

## Esemplari attualmente esistenti
L'unico esemplare di Sagittario 2 conservato in Italia è l'esemplare MM 561, il secondo prototipo realizzato, esposto presso il Museo storico dell'Aeronautica Militare. Un motore Derwent Aero è in bella mostra al Reparto Sperimentale di Volo.

## Modellismo
- Sem Model scala 1/72